# Kriegerdenkmal Patzetz

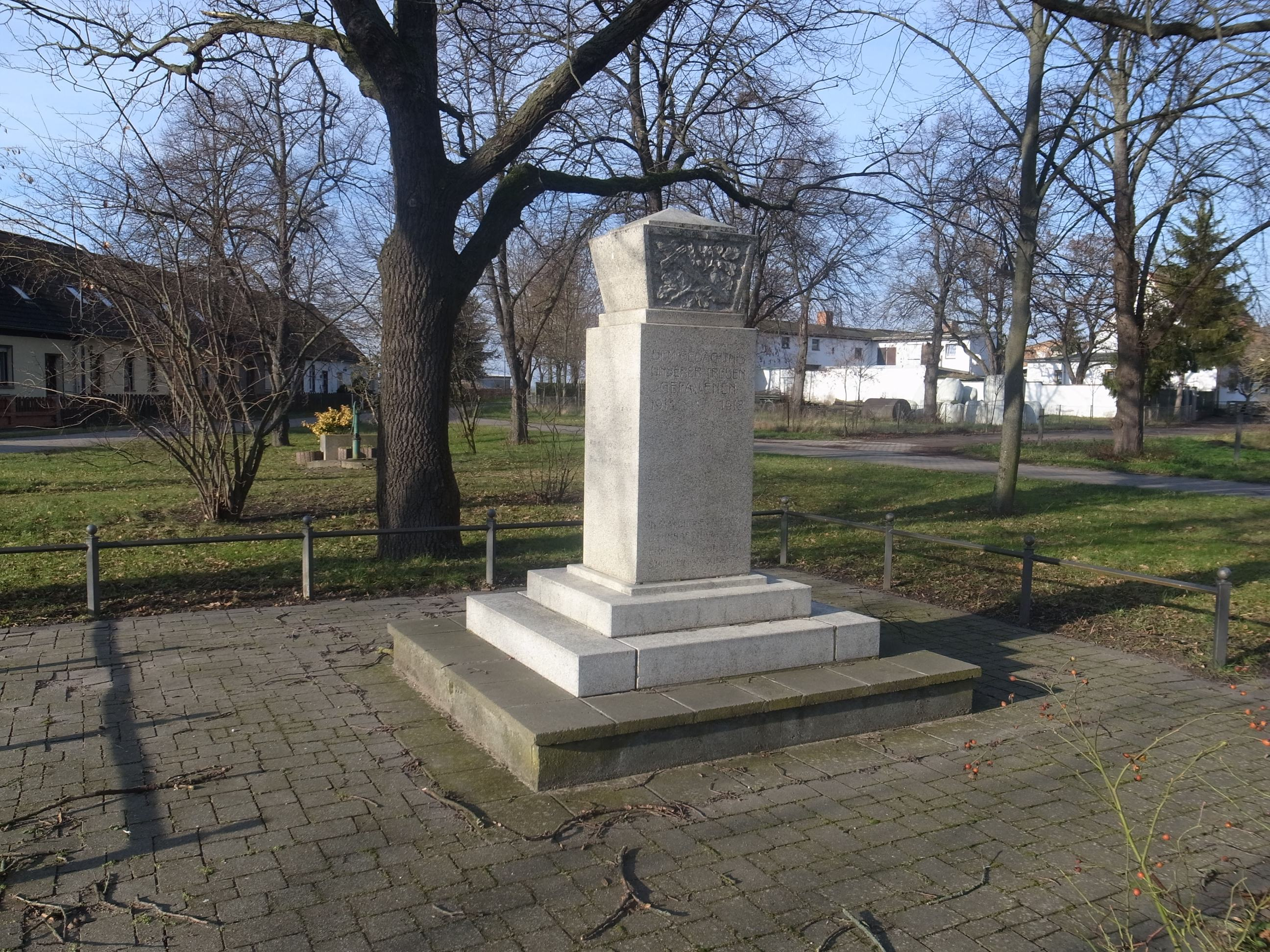
Kriegerdenkmal

Das Kriegerdenkmal Patzetz ist ein denkmalgeschütztes Kriegerdenkmal im Ortsteil Patzetz der Ortschaft Sachsendorf der Stadt Barby in Sachsen-Anhalt. Im örtlichen Denkmalverzeichnis ist das Kriegerdenkmal unter der Erfassungsnummer 094 98381 als Kleindenkmal verzeichnet.
Bei dem Kriegerdenkmal Patzetz handelt sich um eine Gedenkstätte für die Gefallenen des Ersten Weltkriegs. Die Gedenkstätte besteht aus einer Stufenstele in der die Namen der Gefallenen des Ersten Weltkrieges eingraviert sind.